# 全日本35km競歩高畠大会
全日本35km競歩高畠大会（ぜんにほんさんじゅうごキロきょうほたかはたたいかい）とは毎年10月下旬～11月上旬ごろに開催される陸上競技大会である。
開催地は山形県高畠町。山形陸上競技協会主催のもと行われる。

## 概要

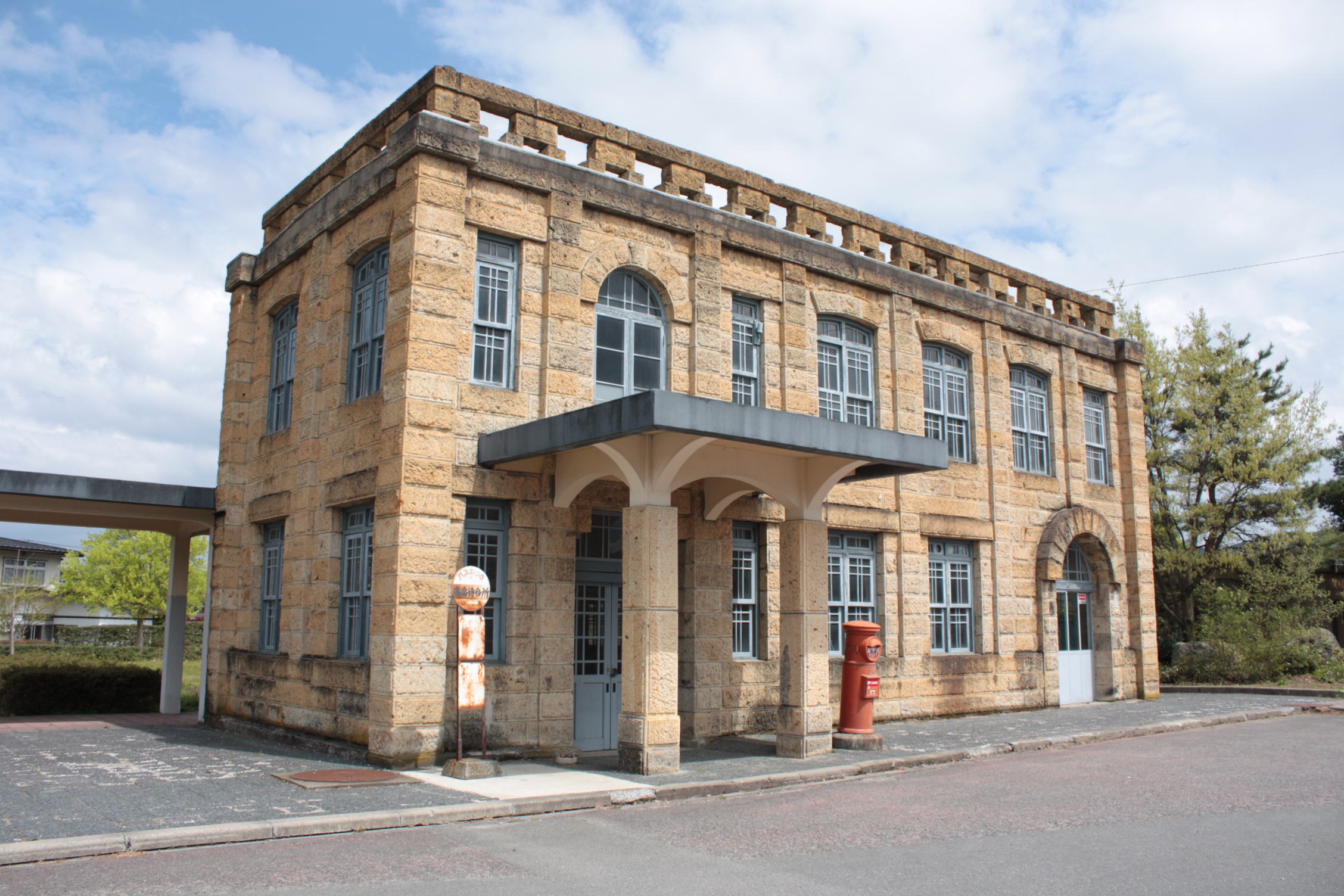
旧高畠駅舎

第1回は1991年。前年まで石川県根上町（現能美市）で開催されていた全日本50km競歩大会を当地に移行（当時9月の30kmの大会と合わせて、根上町で年に2回の全日本競歩大会が開催されていた）。2020・21年は中止。なお2024年大会は輪島大会中止に伴い日本選手権大会を兼ねる。
コースは1991年の第1回は高畠町運動公園前を発着点とする1周1.9kmの折り返しコースで行われ、翌1992年～2002年まで同発着点とする1周2kmの周回コースで行われた。いずれも、郊外の畑や田圃に面したコースで観衆が集まらず、2003年からは旧山形交通高畠線高畠駅近くの市街地コース（1周2.5kmの折り返し）で開催されるようになった。
その年の競歩競技における主要国内競技会の最後を締める大会だが、翌年の主要国際競技会に向けた最初の国内選考競技会として重要な位置を占める。さらに、競歩の日本代表選手選考競技会としては唯一、参加標準記録がない大会（制限時間はある）で参加者も多い。
また、35キロメートル競歩は4月の石川県輪島市の大会と、国内では年に2レースしかない貴重な大会でもある（最近では10月の岩手県北上市の大会、全日本マスターズ競歩大会・いわて北上ロードウォーク大会も加わった）。
これまで数多くの日本記録が誕生しており、1998年の男子20km競歩では池島大介が日本人選手とは初となる1時間19分台をマークした。
この大会をきっかけに高畠町内の各中学校では授業の中で競歩が取り入れられるようになった。中学生の部には毎年、町内の中学生選手が数多く参加している。

## 競技種目
- 全日本競歩
  - 男子35km競歩
- 高畠競歩
  - 男子20km競歩
  - 女子20km競歩
  - 女子10km競歩
  - 高校男子10km競歩
  - 高校女子5km競歩
  - 中学男子3km競歩
  - 中学女子3km競歩